# Гілави
Гілави (пол. Giławy, нім. Gillau) — село в Польщі, у гміні Пурда Ольштинського повіту Вармінсько-Мазурського воєводства.
Населення — 165 осіб (2011).

## Демографія
Демографічна структура станом на 31 березня 2011 року:
|          | Загалом | Допрацездатний вік | Працездатний вік | Постпрацездатний вік |
| -------- | ------- | ------------------ | ---------------- | -------------------- |
| Чоловіки | 92      | 12                 | 70               | 10                   |
| Жінки    | 73      | 16                 | 43               | 14                   |
| Разом    | 165     | 28                 | 113              | 24                   |